# Ulrich Neumann (Filmemacher)
Ulrich Neumann (* 1954 in Halberstadt) ist ein deutscher Fernsehjournalist, Filmemacher und Autor.

## Leben
Neumann studierte Klinische Psychologie und wurde 1983 über das Thema „Zur Psychophysiologie der Angst“ zum Dr. rer. nat. promoviert. Neumann gehörte in den 1980er Jahren zum Grün-Ökologischen Netzwerk Arche. Er stellte erfolgreich einen Ausreiseantrag und gründete die Gruppe „Arche-West“ mit. Er stand durch seine Aktivitäten im Fokus des Ministeriums für Staatssicherheit.
Seit 1988 wirkt er als Autor und Regisseur für die ARD und das ZDF u. a. mit Beiträgen für Kennzeichen D. Schwerpunktmäßig ist er für das Fernsehmagazin Report Mainz (SWR) tätig. 2015 erscheint gemeinsam mit Anton Maegerle ein Buch zum NSU.
Neumann lebt bei Berlin und ist Vater eines Kindes.

## Auszeichnungen
- 1995: Grimme-Preis mit Gold (Autorenteam)
- 2007: 3. Preis, Deutscher Wirtschaftsfilmpreis für Die Bauspar‐Falle – Der Kampf um die Schrottimmobilien
- 2010: Anja-Schüller-Preis der Anja-Schüller-Stiftung für investigativen Journalismus zum Thema Schrottimmobilien (gemeinsam mit Thomas Öchsner und Hans-Peter Schütz)[7]
- 2013: Arthur-Koestler-Preis der Deutschen Gesellschaft für Humanes Sterben für Sie bringen den Tod – Sterbehelfer in Deutschland (gemeinsam mit Sebastian Bösel)[8]

## Filmografie
- 1988: Bitteres aus Bitterfeld  (illegal in der DDR gedreht)[3]
- 2001: „Natürlich kann geschossen werden!“ Zum 25. Todestag der Terroristin Ulrike Meinhof[9]
- 2007: Die Bauspar‐Falle – Der Kampf um die Schrottimmobilien
- 2012: Sie bringen den Tod – Sterbehelfer in Deutschland
- 2013: Arm bis ans Lebensende – Wie Bankkunden abgezockt werden